# Sol Hachuel
Sol Hachuel, Solica Hatchouel o Lalla Solika (Tànger, Marroc, 1817 - 1834) va ser una heroïna jueva executada públicament quan tenia disset anys al Marroc. Va rebre la pena de mort per suposada apostasia de l'islam, que segons sembla, mai es va produir.
El sacrifici d'Hachuel es va convertir en una inspiració per a pintors i escriptors europeus. Una de les documentacions més detallades, basades en entrevistes amb testimonis, la va escriure Eugenio María Romero. El seu llibre  El martirio de la joven Hachuel, o la heroína hebrea va ser publicat en 1837 per primera vegada i reeditat en 1838. La seva història també va ser el subjecte d'una cançó de Françoise Atlan en el seu disc Romanços Sefardites. El 1860 l'artista francès Alfred Dehodencq va pintar Execució d'una jove jueva, inspirat per la seva vida i mort.

## Primers anys
Hachuel va néixer el 1817 a Tànger, Marroc, del matrimoni jueu-sefardita format per Chaim i Simcha Hachuel, i tenia un germà gran. El seu pare era comerciant i talmudista i dirigia un grup d'estudi a casa seva, la qual cosa va ajudar la seva filla a formar-se en la mateixa fe jueva.

## Suposada conversió a l'islam
Segons el relat d'Israel José Benjamín, un explorador jueu que va visitar el Marroc a mitjan segle xix, "mai havia brillat el sol d'Àfrica en una bellesa més perfecta com Hachuel". Benjamín va escriure que els seus veïns musulmans van dir que "era un pecat que una perla així hagi d'estar en possessió dels jueus, i seria un crim deixar-los una joia".
Segons indica Romero, la millor amiga de la jove Hachuel era la seva veïna Tahra de Mesoodi, una devota nena musulmana que falsament va declarar haver convertit a Hachuel a l'islam, un fet considerat summament piadós sota el codi islàmic de l'escola Malikí imperant en aquesta època en el país.

## Arrest i execució
Sobre la base d'una única afirmació i probablement falsa de la seva conversió a l'Islam, Hachuel va ser portada davant la cort i obligada a agenollar-se davant el governador. Si prometia convertir-se, rebria protecció, els seus pares or i seda, i seria arreglat el seu matrimoni amb un jove. Si no es convertia, el paixà la va amenaçar: "Et carregaré amb cadenes... faré que les bèsties salvatges et trenquin a trossos, no veuràs la llum del dia, patiràs fam i experimentaràs el rigor de la meva venjança i indignació per haver provocat la ira el Profeta".
Ella li va respondre: "Pacientment suportaré el pes de les cadenes; donaré les meves extremitats perquè siguin destrossades pels animals salvatges; renunciaré per sempre a la llum del sol; patiré de fam, i quan tots els mals de la vida s'acumulin en mi per les teves ordres, somriuré davant la teva indignació i la ira del teu Profeta; ja que ni ell ni tu hauran pogut vèncer a una dona feble! És clar que el Cel no és propici per fer prosèlits a la seva fe.
Fidel al promès, el paixà va ordenar tancar-la en una cel·la sense finestres ni llum, amb cadenes a coll, mans i peus. Potser va ser torturada. Els seus pares van sol·licitar l'ajuda del vicecònsol espanyol, José Rico, que va fer el que va poder per alliberar-la però sense èxit.
El paixà va enviar a Hachuel a Fes, perquè el sultà decidís el seu destí. La tarifa del trasllat (i eventual execució) havia de ser pagada pel seu pare, que va ser amenaçat de patir cinc-cents cops de bastó si no abonava l'import. Finalment, el senyor José Rico va pagar la suma requerida perquè el pare de Sol no comptava amb tal quantitat.
A Fes, el sultà va triar un cadi perquè decidís el càstig. El cadi va convocar els savis jueus de Fes i els va dir que a menys que Sol es convertís, seria decapitada i la comunitat castigada. Tot i que els hakhamin la van instar a convertir-se per salvar-se a si mateixa i a la seva comunitat, ella es va negar. Condemnada a mort, el cadi va dictar que el seu pare sufragaria les despeses de l'enterrament. El fill de sultà, sorprès de la bellesa de Sol, també va tractar de convèncer-la que es convertís i ser la seva dona. Ella el refusà.
Sol va ser decapitada en una plaça pública de Fez. Romero descriu les emocions dels ciutadans el dia de l'execució: "Els moros, el fanatisme religiós és indescriptible, es van preparar, amb la seva acostumada alegria, per presenciar l'horrible escena. Els jueus de la ciutat es van commoure amb la pena més profunda, però no van poder fer res per evitar-ho. "
A l'sembla, el sultà va donar instruccions al botxí per ferir Sol primer, en l'esperança que la visió de la seva pròpia sang la espantaria i empenyeria a la conversió, però ella es va mantenir ferm. La comunitat jueva de Fes va quedar sorpresa per l'heroisme de la noia. Van haver de pagar per la recuperació del seu cadàver, del seu cap i de la terra amb la sang vessada (la inhumació jueva exigeix que no falti cap part corporal) per a l'enterrament jueu al cementiri d'aquesta fe a la ciutat. Va ser declarada mártir.9
Els jueus van cridar a Sol Hachuel "Sol ha-Tzaddikah" (Sol justa) i els musulmans Lalla Suleika (dama Suleika). La seva tomba es va convertir en lloc de pelegrinatge tant per a uns com per altres. Si bé pot semblar estrany que els marroquins musulmans consideren la noia la seva santa, Léon Godard explica el costum en el seu Descripció et histoire du Maroc: "A malgrat la seva intolerància, els marroquins, encara que sembli contradictori, en alguns casos honren als sants d'altres religions, o demanen l'ajuda de les seves oracions a aquells a qui diuen infidels. en Fes, rendeixen una mena d'adoració a la memòria de la jove Sol Hachuel, una mongeta de Tànger, que va morir en el nostre temps de terrible tortura en lloc de renunciar a la Llei de Moisès, o bé renovar una abjuració prèviament feta, cedint a les seduccions de l'amor".
La seva làpida té dues inscripcions, en hebreu i en francès. El text francès diu: "Aquí descansa la senyoreta Solica Hachuel nascuda a Tànger el 1817, que es va negar a entrar a la religió islàmica. Els àrabs la van assassinar en 1834 a Fes, mentre ella havia estat arrencada de la seva família. El món sencer està de dol per aquesta nena santa".